# Bürklin’sches Mausoleum

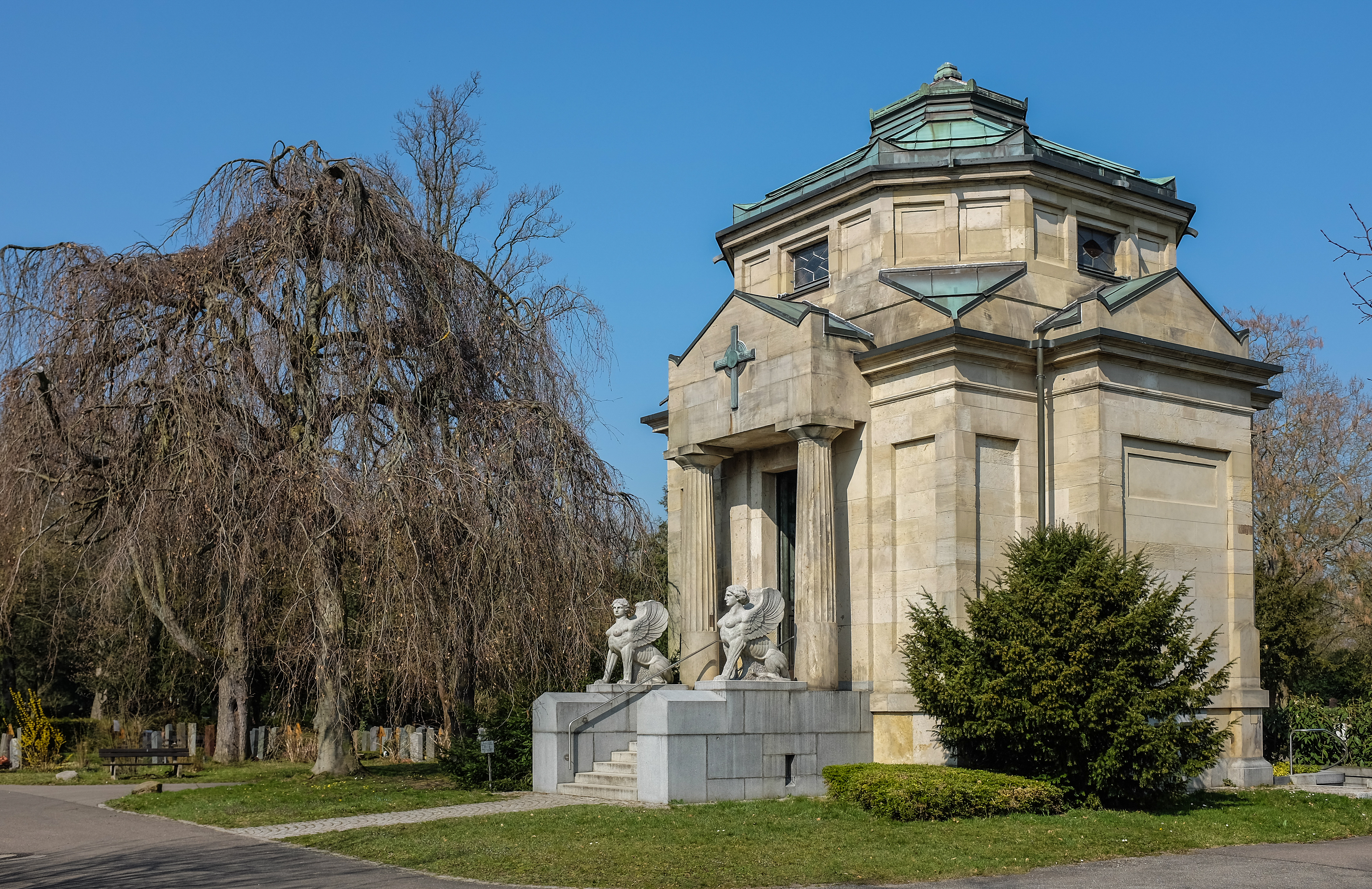
Seitenansicht des Bürklin'schen Mausoleums

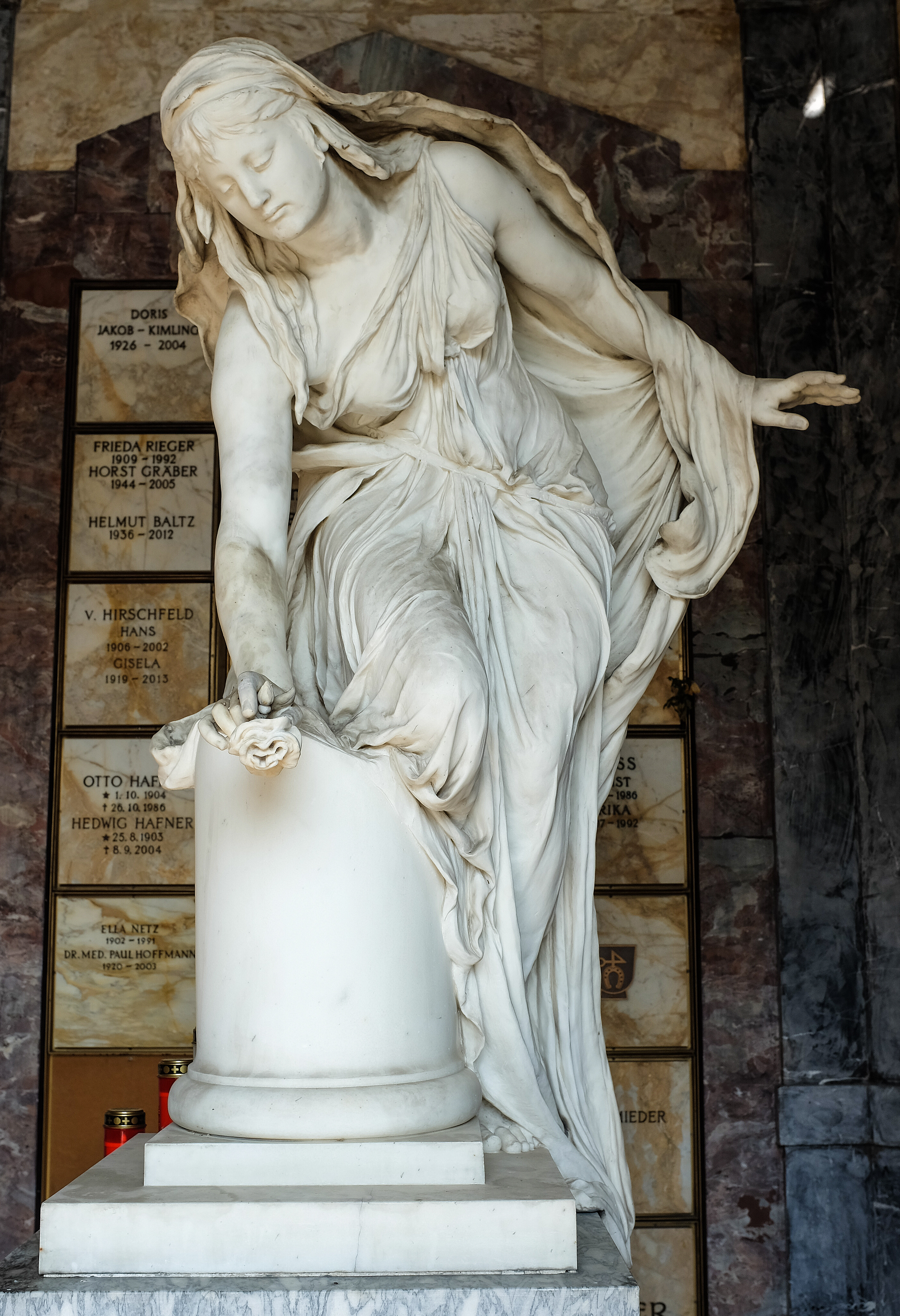
Statue im Innenraum des Bürklin'schen Mausoleums

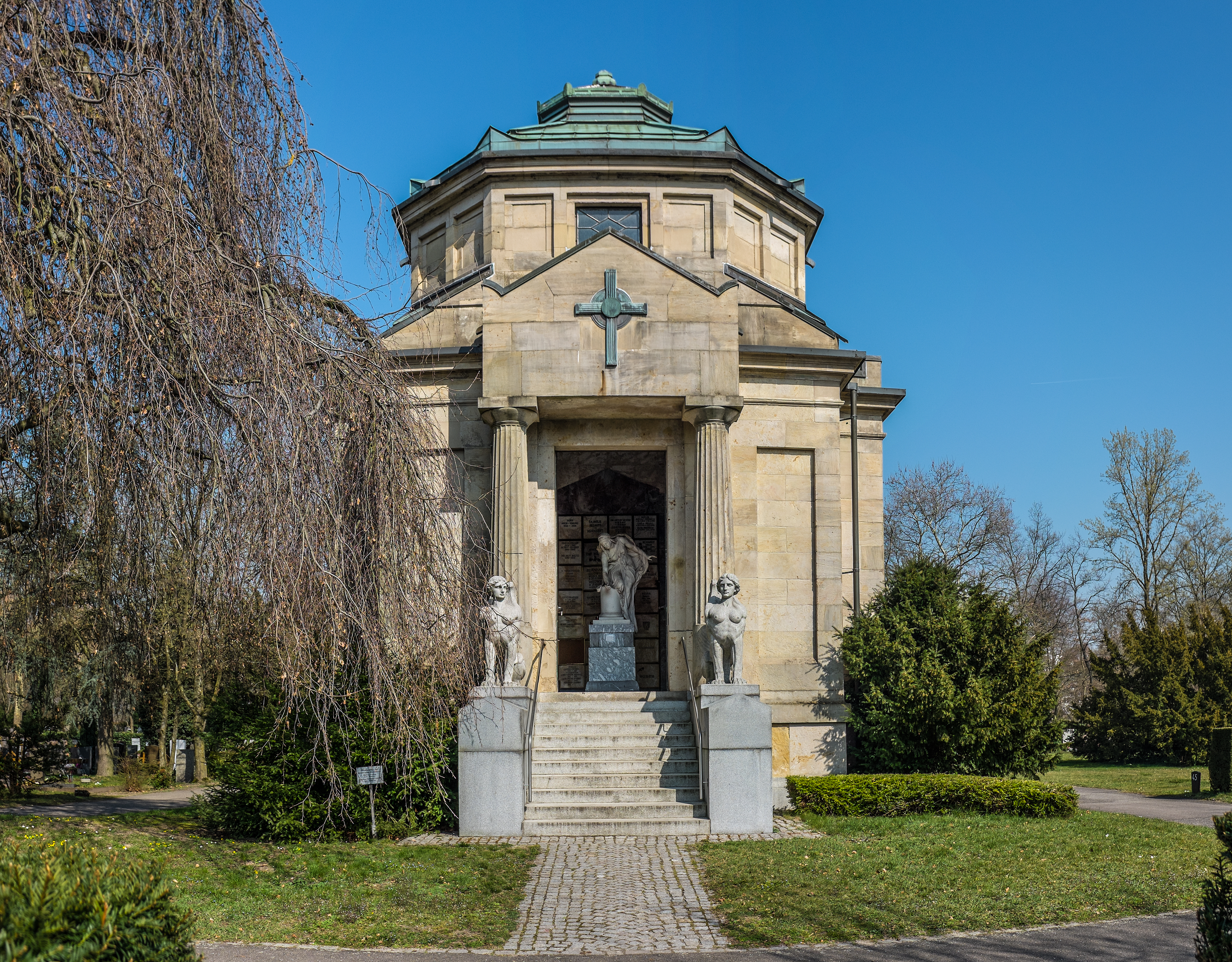
Frontansicht des Bürklin'schen Mausoleums

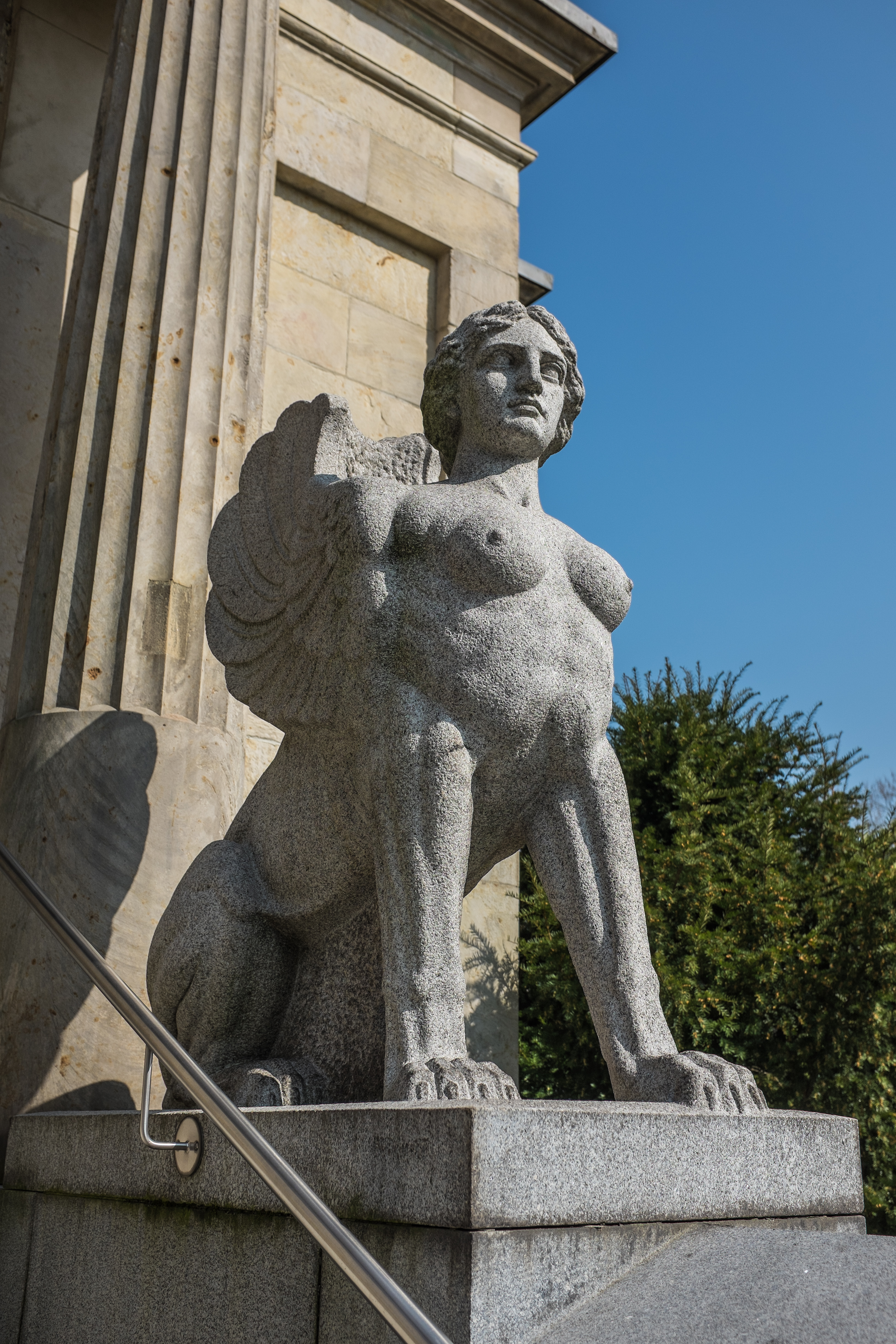
Sphinx am Eingang des Bürklin'schen Mausoleums

Das Bürklin’sche Mausoleum ist eine Grabstätte auf dem Hauptfriedhof Karlsruhe und erhebt sich im nordöstlichen Teil des Areals. Es handelt sich bei diesem oktogonal geplanten Bauwerk um die ehemalige Grabstelle der Familie des Politikers Albert Bürklin.

## Architektur
Das Mausoleum wurde nach Plänen des Karlsruher Architekten Josef Durm von 1911 bis 1913 errichtet. Es wurde aus den Baustoffen Granit, Sandstein und Marmor erbaut. Die innere Kuppel wurde mit Blattgold ausgelegt. Im rückwärtigen Teil des Gebäudes führt eine Treppe in die Gruft. Die Statue im Innenraum des Mausoleums wurde von Johannes Hoffart geschaffen. Den Eingang des Mausoleums bewachen zwei Sphingen, die von dem Bildhauer Heinrich Bauser stammen.

## Heutige Nutzung
In den 1960er Jahren verlegte die Familie Bürklin ihren Wohnsitz und ihre Grabstätte nach Wachenheim an der Weinstraße in der Pfalz und übertrug das nun leere Mausoleum der Stadt Karlsruhe. Das Mausoleum stand bis zum Jahre 1982 leer, bevor es aufwendig renoviert wurde. Das Gebäude wurde schließlich als Kolumbarium hergerichtet und 1985 für eine breitere Öffentlichkeit für Urnenbestattungen zugänglich gemacht. Das Bauwerk ist seitdem ein Kulturdenkmal und steht unter Denkmalschutz.